# 綏満高速道路
綏満高速道路（すいまんこうそくどうろ、中国語: 绥满高速公路）は綏芬河-満洲里高速道路（中国語: 绥芬河—满洲里高速公路）のことで、中華人民共和国の国家高速道路網を構成し、路線番号はG10である。黒竜江省綏芬河市を起点とし、牡丹江市、ハルビン市、大慶市、チチハル市、アロン旗を経由し、内モンゴル自治区満洲里市を終点とする全長1,520kmである。

## 経路

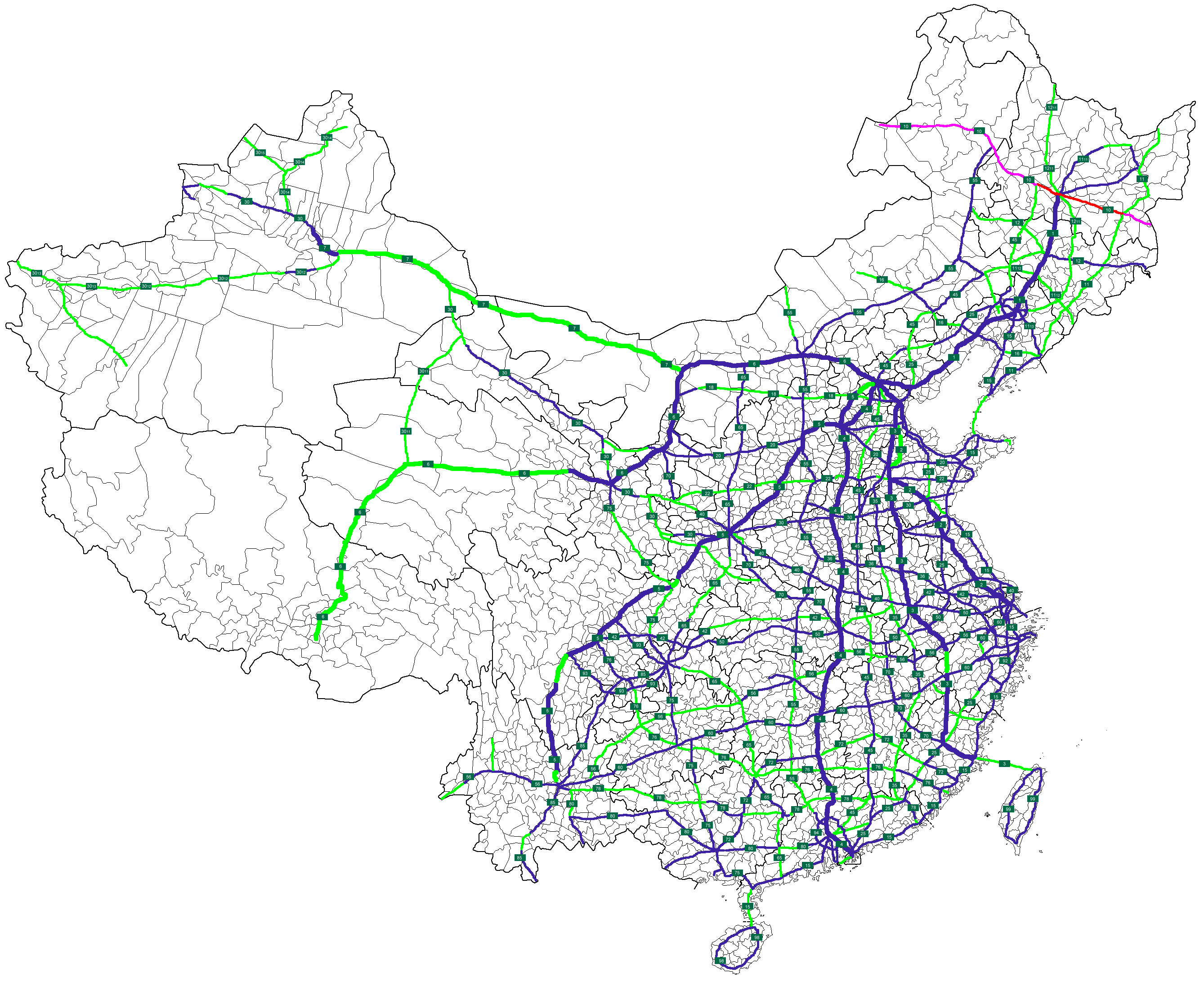
綏満高速道路
その他の高速道路

- 黒竜江省区間：2010年9月29日に全通した[2]。
- 内モンゴル自治区区間：2023年12月10日に全通した[3]。